# Estratonice (esposa de Seleuc I Nicàtor)
Estratonice (en llatí Stratonice, en grec antic Στρατονίκη) fou una princesa filla de Demetri Poliorcetes i Fila, la filla d'Antípater.
Va néixer probablement l'any 318 aC o el 317 aC. El 300 aC, quan no podia tenir més de disset anys, la seva mà va ser demanada per Seleuc I Nicàtor i el seu pare la va portar cap a Rhosus a la costa de Piera on es van celebrar les núpcies amb gran magnificència, segons diu Plutarc. Tot i la diferència d'edat va viure en bona harmonia amb el rei sirià, al que va donar un fill. Llavors es va saber que el fill de Seleuc (d'un altre matrimoni) Antíoc I Sòter, estava bojament enamorat de la noia, i el pare, aconsellat per l'endeví Leptines, va accedir a donar-li la seva mà i va fer al seu fill príncep de l'Alta Àsia.
La unió va ser favorable i la noia va tenir tres fills d'Antíoc: Antíoc II Theós, Apama (casada amb Magas de Cirene) i Estratonice.
Aquesta reina va donar nom a la ciutat de Estratonicea a Cària, fundada per un dels seus dos marits, segurament Antíoc I Sòter.